# 异色红景天
异色红景天（学名：Rhodiola discolor）是景天科红景天属的植物。其种加词“discolor”意为“异色的”。分布在尼泊尔、锡金以及中国大陆的四川、西藏、云南等地，生长于海拔2,800米至4,300米的地区，多生长于山坡上，目前尚未由人工引种栽培。

## 别名
异色柴胡景天（拉汉种子植物名称）

## 异名
- Sedum bupleuroides var. discolor (Franch.) Fröd.
- Sedum discolor Franch.